# 迷霧追魂
《迷霧追魂》（英語：Play Misty for Me）是一部1971年的美国心理驚悚片，由克林·伊斯威特执导并主演，这是他的导演处女作。杰茜卡·沃尔特和唐娜·米尔斯（Donna Mills）共同出演。本片由伊斯威特的常合作编剧乔·海姆斯（Jo Heims）和迪恩·里斯纳（Dean Riesner）撰写剧本，讲述了电台节目主持人（伊斯威特饰）被痴迷的女粉丝（沃尔特饰）跟踪的故事。
影片获得了评论界和票房的成功。杰茜卡·沃尔特首次出演重要电影角色即赢得广泛好评，获得了金球奖剧情类电影最佳女主角提名。

## 剧情
戴夫·加弗是一名在加州濱海卡梅爾的KRML电台担任节目主持人的DJ，他的节目经常将诗歌融入到音乐中。一天晚上，他在最喜欢的酒吧与酒保玩一种用软木塞和瓶盖的无聊游戏后，故意吸引了一位名叫伊芙琳·德雷珀的女子的注意。戴夫送她回家，伊芙琳透露她并非偶然出现在酒吧，而是透过戴夫节目中提到的地点找到了他。戴夫猜到她就是那位经常打电话点播爵士经典〈迷霧〉的听众。随后，两人发生了关系。
戴夫与伊芙琳开始了一段随性的关系。然而，不久后，伊芙琳开始表现出令人不安的痴迷行为和易怒的性格特质，戴夫对此感到警觉。她未经邀请就出现在戴夫家中，跟踪他到工作场所，还不断打电话要求他一刻也不能离开她。最终，嫉妒的伊芙琳闯入戴夫的商务午餐，误以为戴夫的午餐伴侣是约会对象，破坏了他事业中的重要机会。
戴夫想要温和地断绝与伊芙琳的关系，却导致她在他家割腕自殺威胁。戴夫拒绝被伊芙琳的行为控制后，她闯入他的家中，女管家伯蒂发现她正在大肆破坏。伯蒂被伊芙琳刺伤（幸好送医后幸存），随后伊芙琳被送进精神病院。
在伊芙琳被关押期间，戴夫与前女友托比·威廉姆斯重燃旧情。几个月后，伊芙琳再次打电话到电台点播〈迷霧〉，还告诉戴夫她已获假释，准备前往夏威夷州重新开始生活。她还引用了埃德加·爱伦·坡的诗〈安娜贝尔·丽〉。当晚，伊芙琳潜入戴夫家中，想要用刀杀死他，但戴夫反击后她逃跑了。戴夫随后请侦探麦卡勒姆监听他的电话，以防她再次联系。
戴夫将伊芙琳的事情告诉托比，并劝告她远离伊芙琳。托比同意了，但实际上，伊芙琳已经伪装成托比的新室友“安娜贝尔”接近她。托比注意到“安娜贝尔”手腕上的新伤疤后识破了她的真实身份，但还未来得及逃脱就被伊芙琳绑架。麦卡勒姆侦探上门查看情况时，被伊芙琳用剪刀刺死。
戴夫透过诗句联想到托比室友的身份。他打电话警告托比，电话却被伊芙琳接听，伊芙琳告诉他她和托比在等他。戴夫暂停了直播节目，换上提前录好的带子，急忙赶到托比家。他发现托比被五花大绑，还被塞住了嘴。正当戴夫靠近托比时，伊芙琳用刀向他袭击。经过三轮袭击后，戴夫最终将伊芙琳打倒，她从阳台摔落至岩石岸边身亡。受伤的戴夫解开托比的绳子，两人离开了房子，背景是戴夫在电台主持的节目中引出的歌曲〈迷霧〉。

## 演员
- 克林·伊斯威特 Clint Eastwood 饰 戴夫·加弗
- 杰茜卡·沃尔特 Jessica Walter 饰 伊芙琳·德雷珀
- 唐娜·米尔斯 Donna Mills 饰 托比·威廉姆斯
- 约翰·拉奇 John Larch 饰 麦卡勒姆探长
- 杰克·金 Jack Ging 饰 弗兰克
- 艾琳·赫维 Irene Hervey 饰 玛琪
- 詹姆斯·麦奇恩 James McEachin 饰 艾尔·蒙特
- 克拉丽丝·泰勒 Clarice Taylor 饰 伯蒂
- 唐纳德·席格 Donald Siegel 饰 墨菲
- 杜克·埃弗茨 Duke Everts 饰 杰伊·杰伊
- 杰克·科斯林 Jack Kosslyn 饰 出租车司机
- 布里特·林德 Britt Lind 饰 安吉莉卡

爵士音乐家约翰尼·奥蒂斯（Johnny Otis）、乔·扎维努尔（Joe Zawinul）和加農炮艾德利以本人身份出现在1970年蒙特雷爵士音乐节的场景中。